# Chlorophytum sylvestre
Chlorophytum sylvestre là một loài thực vật có hoa trong họ Măng tây. Loài này được Bardot-Vaucoulon mô tả khoa học đầu tiên năm 1997.